# Ларинская гимназия
Ларинская гимназия — четвёртая гимназия Санкт-Петербурга, открытая в 1836 году. Здание гимназии — 

## История
Инициатором открытия в Санкт-Петербурге четвёртой по счёту гимназии был руководитель Министерства народного просвещения граф С. С. Уваров, который обратил внимание, что трёх гимназий, существовавших в Петербурге было для столицы недостаточно.
Названа гимназия была в память купца Петра Даниловича Ларина, поскольку средства на её устройство и, частично, на её содержание, были взяты из капитала пожертвованного им ещё в царствование Екатерины II и находившиеся в распоряжении министерства. В «Положении о Ларинской Гимназии с пансионом», утверждённом 6 февраля 1836 года, было определено право поступления детей русских купцов и иностранных негоциантов наравне с детьми дворян и чиновников.
Первым директором гимназии с 14 января 1835 года (ещё до открытия гимназии) был назначен ординарный профессор Главного педагогического института и Санкт-Петербургского университета Адам Андреевич Фишер. Первым инспектором гимназии, в 1836—1844 годах, был Ф. А. Жемчужников, затем (до 1849) — И. С. Сперанский.

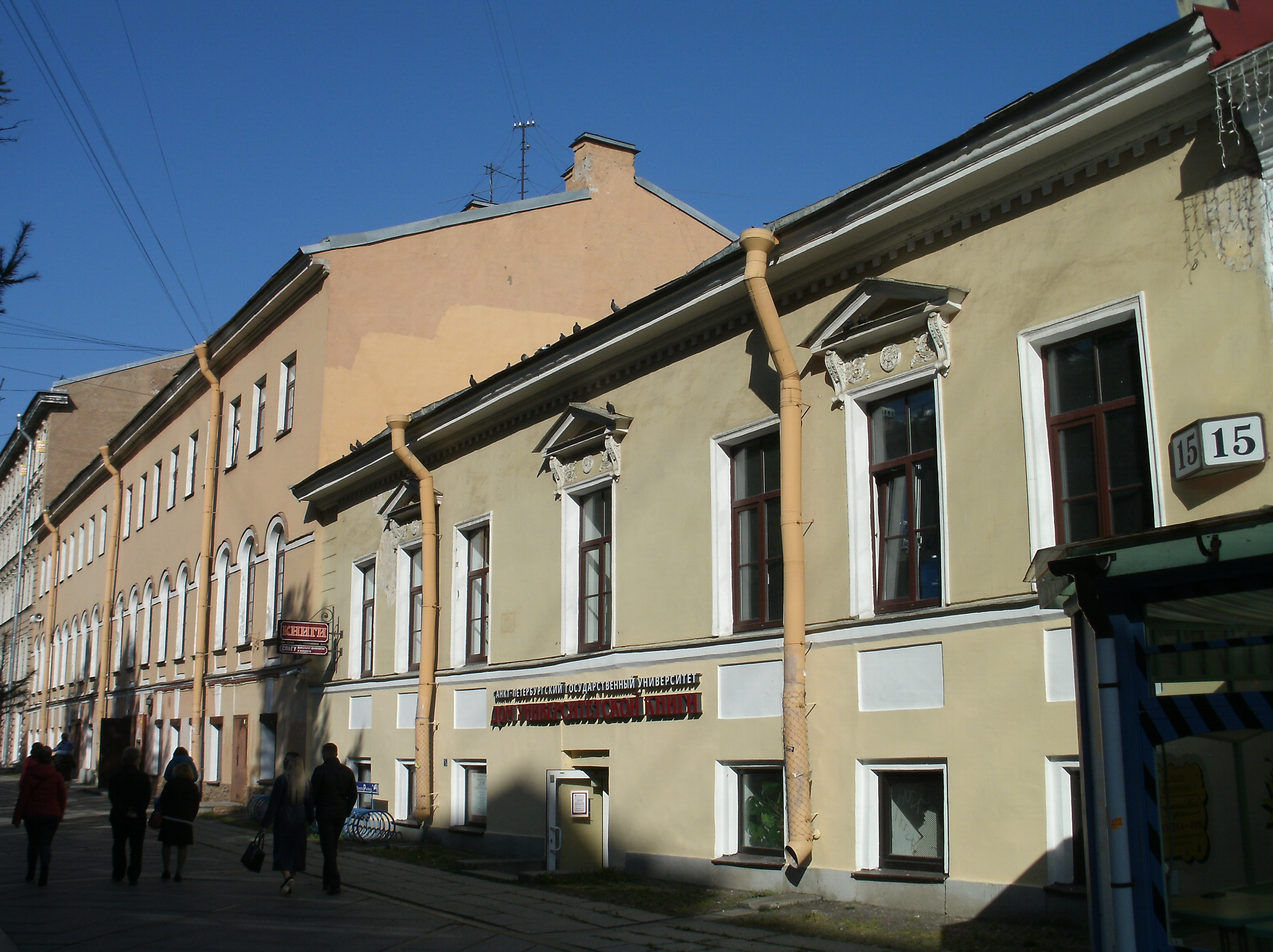
Ларинская гимназия и дом директора

Торжественное открытие состоялось 15 августа 1836 года. Для гимназии был выделен университетский дом по 6-й линии Васильевского острова (№ 15) и куплен расположенный с южной стороны соседний дом полковника Тишининова для размещения директора (на верхнем этаже) и служителей гимназии (на нижнем). В 1837 году на 5-й линии был куплен, соседний с главным домом гимназии, одноэтажный деревянный дом надворной советницы Бруевичевой (№ 26) с каменным флигелем во дворе — для гувернёров и канцелярских чиновников гимназии. Главный дом на 6-й линии был перестроен по проекту А. Ф. Щедрина: лицевой корпус был надстроен третьим этажом, помещения перепланированы; старый деревянный дворовый восточный корпус был снесён, на его месте построен новый двухэтажный каменный — таким образом образовалась замкнутая дворовая территория. В 1837 году, 23 августа, был открыт пансион с 39 учениками.
Первоначально было открыто три низших класса; число принятых по результатам испытаний учеников составило 102 человека. В Ларинской гимназии помимо предметов, предусмотренных уставом классических гимназий, был введён особый курс по торговле и промышленности «для приготовления купеческих детей к коммерческим занятиям», центром которых считался Васильевский остров.
После смерти А. А. Фишера в 1861 году директором был назначен директор училищ Вологодской губернии А. В. Латышев, который 3 февраля 1864 года стал помощником попечителя Санкт-Петербургского учебного округа. Пока должность была вакантна его обязанности исполнял Леопольд Карл Теодор Радлов, а с 1 июля 1864 года директором гимназии был назначен И. Ф. Кнорринг. Затем, с 1 июля 1890 года директором был назначен Иван Аникитич Смирнов; с 3 февраля 1906 года — Аркадий Андреевич Мухин
Передана в ведение Народного комиссариата просвещения на основании декрета Совета Народных Комиссаров от 5 июня 1918 года «О передаче в ведение Народного Комиссариата Просвещения учебных и образовательных учреждений всех ведомств». В советское время в здании находились различные учебные заведения, в том числе относящиеся к заводу имени Козицкого.

## Преподаватели
Закон Божий в 1836—1856 годах преподавал протоиерей Василий Дорофеевич Березин (1804—1872), а в 1856—1876 годах — протоиерей Александр Павлович Рудаков. Законоучителем лютеранского исповедания в 1836—1867 годах был пастор Давид Флитнер.
В 1845—1849 гг. в гимназии преподавал И. Б. Штейман.
В 1836—1844 годах русскую словесность преподавал И. С. Сперанский, а в 1845—1851 годах — Н. А. Вышнеградский.
В 1852—1862 гг. естественные науки преподавал Д. С. Михайлов.
В 1853—1862 гг. историю преподавал в гимназии И. Ф. Сидонский, — позже ставший директором 6-й петербургской гимназии; в 1853—1857 гг. математику — Ф. Ф. Петрушевский.
В 1854—1857 гг. греческий язык преподавал К. Я. Люгебиль.
В 1856—1862 гг. русский язык преподавал А. М. Груздев, впоследствии — тайный советник, директор 1-й Санкт-Петербургской классической гимназии.
В 1859—1862 гг. в гимназии преподавал А. О. Ионин.
Танцы преподавал Л. П. Стуколкин.
С 1908 года в гимназии преподавал В. Н. Сорока-Росинский.
Среди педагогов в дальнейшем были выпускники этой гимназии: университетский профессор М. М. Стасюлевич, В. Д. Сиповский, В. П. Острогорский.

## Воспитанники
См. также: Выпускники Ларинской гимназии
1842
- Дмитрий Стебут — серебряная медаль
- Франц Фельдман[7] — золотая медаль

1843
- Владимир Кобылин[8] — золотая медаль
- Александр Проворов
- Михаил Стасюлевич
- Николай Щедрин — серебряная медаль

1844
- Пётр Гейнрихсен — серебряная медаль
- Василий Григорьев[9] — золотая медаль

1845
- Борис Ламбин
- Владимир Майков
- Павел Шитц — серебряная медаль

1846
- Отто Гиппиус
- Иван Льховский
- Сергей Райковский

1847
- Артур Бушен — серебряная медаль
- Павел Герцогч — золотая медаль

1848
- Владимир Вешняков — золотая медаль
- Николай Вилькинс
- Дмитрий Гец
- Аркадий Мицкевич — серебряная медаль
- Симеон Сольский

1849
- Михаил Кокорев — золотая медаль
- Андрей Сомов

1850
- Густав Кросс
- Пётр Орлов — серебряная медаль
- Александр Сидонский — золотая медаль
- Александр Щедрин

1851
- Евгений Березин
- Александр Висковатов
- Константин Мавроди — серебряная медаль
- Александр Фишер — золотая медаль

1852
- Иван Анонимов[10] — серебряная медаль
- Иван Шумилов — золотая медаль

1853
- Илья Баландин
- Леонид Березин
- Николай Ганин
- Александр Ионин — золотая медаль
- Адольф Реммерт

1854
- Александр Ганике — серебряная медаль
- Владимир Гиргас
- Николай Попов
- Николай Сольский — золотая медаль
- Александр Тарасов — серебряная медаль

1855
- Михаил Васильев — серебряная медаль
- Александр Ильин — золотая медаль
- Иосиф Шиховский — серебряная медаль

1856
- Виктор Макаров — серебряная медаль
- Викентий Макушев
- Николай Меньшиков — золотая медаль
- Пётр Семенников[11] — серебряная медаль
- Александр Скабичевский

1857
- Николай Ламбин — серебряная медаль
- Анатолий Матвеев — золотая медаль
- Александр Маковкин — серебряная медаль
- Пётр и Фёдор Солярские

1858
- Василий Гельмерсен
- Александр Герд — серебряная медаль
- Николай Кадацкий
- Пётр Михайловский — серебряная медаль

1859
- Феликс Вреден — серебряная медаль
- Анатолий Иващенко — серебряная медаль
- Александр Кобылин — золотая медаль
- Иван Рождественский

1860
- Дмитрий Анучин
- Иван Гаевский
- Пётр Добрынин
- Павел Зиновьев
- Михаил Иванович Мелиоранский[12]
- Николай Фицтум фон Экштедт[13]
- Дмитрий Шульговский

1861
- Александр Брандт
- Александр Кунце

1863
- Яков Афанасьев — серебряная медаль
- Кронид Славянский — серебряная медаль
- Василий Сиповский — золотая медаль

1865
- Станислав Данилло
- Владимир Ламбин

1867
- Александр Башилов
- Николай Гребницкий — серебряная медаль
- Эммануил Шифферс
- Иван Шмальгаузен
- Александр Шмидт

1868
- Афанасий Васильев
- Александр Дорогов[14] — серебряная медаль
- Иван Корсаков
- Евгений Корш
- Михаил Огранович

1869
- Илья Аладов[15][16] — золотая медаль
- Георгий Рейн

1870
- Михаил Апошнянский — золотая медаль
- Роман Брандт
- Николай Ермолов — золотая медаль
- Александр Стеблов — золотая медаль

1871
- Пётр Броунов — золотая медаль
- Николай Грот — золотая медаль
- Константин Елпатьевский — серебряная медаль

1872
- Константин Грот — золотая медаль
- Николай Зинин — серебряная медаль
- Виктор Позняков — серебряная медаль
- Николай Силантьев — золотая медаль
- Александр Трифонов — золотая медаль

1873
- Фёдор Попов — серебряная медаль
- Пётр Храбро-Василевский

1874
- князь Андрей Гагарин

1875
- Павел Венюков
- Николай Кудрявцев
- Николай Монтеверде
- Николай Полежаев — золотая медаль
- Николай Соколов

1877
- Александр Коркунов

1878
- Николай Корево — серебряная медаль
- Михаил Фёдоров — золотая медаль

1879
- Иван Гревс — золотая медаль
- Николай Дмитриев — серебряная медаль
- Василий Икорников
- Николай Позняков
- Викентий Червинский — серебряная медаль

1880
- князь Сергей Волконский — золотая медаль
- Пётр Шалфеев

1881
- Николай Бер
- князь Пётр Волконский
- Алексей Ивановский — серебряная медаль
- Александр Ненюков — серебряная медаль

1883
- Владимир Бутлеров
- Василий Водовозов
- Дмитрий Ивановский — золотая медаль

1884
- Дмитрий Протопопов
- Александр Яроцкий

1885
- Владимир Бельский
- Дмитрий Дёмкин
- Сергей Острогорский — золотая медаль

1886
- Мирон Крейнин
- Иван Соколов — серебряная медаль
- Всеволод Срезневский

1887
- Александр Адамов

1891
- Иван Дёмкин
- Михаил Иностранцев

1896
- Аполлон Афанасьев — золотая медаль

1898
- Юрий Верховский

1906
- Иван Гайлит
- Серафим Юшков — серебряная медаль

1907
- Александр Беленсон

1911
- Александр Тур — золотая медаль

В гимназии учились химик Борис Меншуткин, романист Пётр Полевой, архитектор Николай Гаккель, футбольный тренер Б. А. Аркадьев.